# NGC 7018
NGC 7018 est une vaste galaxie elliptique relativement éloignée et située dans la constellation du Capricorne. Sa vitesse par rapport au fond diffus cosmologique est de 11 369 ± 63 km/s, ce qui correspond à une distance de Hubble de 168 ± 12 Mpc (∼548 millions d'al). NGC 7018 a été découverte par l'astronome américain Francis Leavenworth en 1885.
En réalité, NGC 7018 est une paire de galaxies formée de NGC 7018 NED01 et de NGC 7018 NED02. Dans la nuit du 8 juillet, Leavenworth a découvert trois galaxies, NGC 7016, NGC 7017 et NGC 7018. Dans sa description de NGC 7018, Leavenworth mentionne « vF, vS, vlE, gradually little brighter in the middle to a nucleus, 3rd and brightest of 3 », ne faisant nullement mention de la présence d'un noyau double et encore moins d'une autre galaxie.
NGC 7018 est une radiogalaxie à spectre continu (« Flat-Spectrum Radio Source »).

## Groupe d'Abell 3744
Selon un article publié par Postman et Lauer en 1995, cette paire de galaxie fait partie du groupe d'Abell 3744 qui compte cinq membres, dont NGC 7016 la galaxie la plus brillante du groupe. Cet article n'indique malheureusement pas les désignations des galaxies, mais il est possible de les identifier grâce à leurs coordonnées. Cependant, la base de données Simbad cite en référence un article de Hudson et al. qui indique les désignations GSG (G, South, field G) de ces cinq galaxies. Étonnamment, une seule galaxie de cette deuxième source se retrouve dans la liste de Postman et Lauer.